# Medefaidrin
Medefaidrin ist eine konstruierte Sondersprache mit einer eigenen alphabetischen Schrift, die seit Ende der 1920er Jahre von den Mitgliedern einer kleinen, als Oberi Okaime bekannten, christlichen Missionsgruppe im südlichen Nigeria (Region Itu und Ibiono-Ibom im Bundesstaat Akwa Ibom) erschaffen, weiterentwickelt und praktiziert wurde. 
Die Anhängerschaft betrachtet Medefaidrin als eine „geistige Sprache“.

## Geschichte
Die Sprache wurde von zwei Führern der Sekte geschaffen, Michael Ukpong und Akpan Akpan Udofia. Sie hat ihren Ursprung im Phänomen der Zungenrede. Es wird berichtet, dass der heilige Geist, genannt Seminant, die Wörter der Sprache Ukpong offenbarte, worauf sie Udofia schriftlich festhielt. Beide hatten Ibibio als Muttersprache. Für diese Sprache gab es damals noch keine genormte Orthografie. Eine solche wurde erst 1983 eingeführt. 
Nachdem die Sprache von Ukpong und Udofia vervollständigt worden war, gründeten die Mitglieder der Sekte im Jahr 1936 eine Schule, in der Kinder in Medefaidrin unterrichtet wurden. Neben Religion sowie Medefaidrin und dessen Schrift wurde auch Rechnen unterrichtet. Dieser Unterricht wurde jedoch von der britischen Kolonialverwaltung nicht geduldet und noch im gleichen Jahr verboten. Obwohl Bemühungen, die Schule wieder zu eröffnen, vergeblich blieben, wurde die Sprache auch weiterhin von der Sekte für Liturgie, Hymnen, Briefe, Verträge und andere handgeschriebene Dokumente verwendet. Die Sprache verlor erst später ihre praktische Funktion. Am 7. Februar 1986 begann jedoch Unterricht in Medefaidrin in einer Sonntagsschule in Ididep. Der Unterricht wurde vom nun sehr betagten Akpan Akpan Udofia selbst erteilt. Das war ein Versuch, die Sprache zu revitalisieren.

## Sprachstruktur
In ihrer Struktur ähnelt Medefaidrin weniger der lokalen Sprache Ibibio als dem Englischen. Das gilt sowohl für ihre Phonotaktik als auch für ihre Syntax. Medefaidrin ist eine Akzentsprache wie das Englische, während Ibibio eine Tonsprache ist. Im Medefaidrin kommen einige Lautfolgen vor, die sich weder im Englischen, noch im Ibibio wiederfinden. Es gibt einen bestimmten Artikel dei und Präpositionen, die an die englischen erinnern, zum Beispiel su (englisch to), fra (from), nai (by) oder kin (in). Die meisten Wörter ähneln jedoch weder den englischen noch denen des Ibibio, sondern sie sind a priori geschaffen, ohne erkenntliches System. Die Morphologie scheint nicht sehr schematisiert zu sein. Einige morphologische Elemente sind dem Englischen entlehnt, zum Beispiel das Pluralmorphem -s. Ähnlichkeit mit dem Ibibio besteht wahrscheinlich in der Semantik und offensichtlich auch in der Zeitrechnung. Im Jahr 1933 hatte sich die Gruppe zur Wiedereinführung der traditionellen Zeitrechnung der Ibibio entschlossen. Es ist bemerkenswert, dass die Woche nach dieser Zeitrechnung acht Tage umfasst. Ein Monat hat vier solche Wochen und das Jahr hat sechzehn Monate, also 512 Tage. Auch das Zahlensystem des Medefaidrin spiegelt das des Ibibio wider.  
Sowohl in typologischer Hinsicht als auch in ihrer Funktion ähnelt das Medefaidrin der Sondersprache der Eskaya auf der philippinischen Insel Bohol. Die mittelalterliche Lingua ignota der Hildegard von Bingen sieht wie ein unausgereifter Embryo einer Sprache aus derselben Klasse aus.

## Schrift
In der afrikanistischen Literatur wird die Schrift der Oberi Okaime oft erwähnt, aber selten die Sprache, für die sie geschaffen wurde. Die Schrift gehört zum Typus der europäischen Schriften, gekennzeichnet durch alphabetische Buchstaben in zwei Varianten, Minuskeln und Majuskeln. Die Form der Buchstaben ist apriorisch.
Die Schrift wurde 2018 in Unicode (mit Version 11.0) als Block Medefaidrin aufgenommen.